# Diócesis de Yingkou
La diócesis de Yingkou o de Yingkow (en latín: Dioecesis Imcheuvensis y en chino: 天主教营口教区) es una circunscripción eclesiástica de la Iglesia católica en China. Se trata de una diócesis latina, sufragánea de la arquidiócesis de Fengtian. Desde el 29 de junio de 2008 es administrada como parte de la diócesis patriótica de Liaoning por el arzobispo Paul Pei Junmin, aunque para el Anuario Pontificio es sede vacante desde el 10 de enero de 1983. La Asociación Patriótica Católica China redujo y renombró a la arquidiócesis de Fengtian a diócesis de Shenyang en fecha no precisada, luego, en septiembre de 1981 la fusionó en su nueva diócesis de Liaoning, junto con las diócesis de Yingkou, Fushun y la diócesis oficial de Jinzhou (parte de la diócesis de Rehe), sin asentimiento de la Santa Sede.

## Territorio y organización
La diócesis extiende su jurisdicción sobre los fieles católicos de rito latino residentes en parte de la provincia de Liaoning. Para la Asociación Patriótica Católica China la diócesis patriótica de Liaoning comprende toda la provincia de Liaoning.
La sede de la diócesis se encuentra en la ciudad de Yingkou, aunque la sede patriótica oficial de la diócesis de Liaoning se halla en la ciudad de Shenyang (o Mukden), en donde se encuentra la Catedral del Sagrado Corazón.

## Historia
La diócesis de Yingkou fue erigida el 14 de julio de 1949 con la bula Ne Sacri Pastores del papa Pío XII, obteniendo el territorio de la arquidiócesis de Fengtian. Comprendió los condados de Yingkou, Haicheng, Gaiping y Fuxian.
En 1949 el último grupo de refugiados del gobierno nacional de Chiang Kai-shek, más de 500 000, y la guarnición de 200 000 fueron dirigidos por el comandante Liu Yuzhang, y se retiraron por completo a Keelung en Taiwán, hecho conocido como evacuación de Yingkou. El Partido Comunista de China capturó la ciudad de Yingkou, se impuso en la guerra civil y proclamó la República Popular China el 1 de octubre de 1949. El 4 de septiembre de 1951 China comunista expulsó al nuncio apostólico Antonio Riberi y la Santa Sede continuó reconociendo a la República de China en Taiwán como el legítimo gobierno chino. Todos los misioneros extranjeros fueron expulsados de China comunista en 1952, entre ellos el obispo francés André-Jean Vérineux, y los sacerdotes chinos locales debieron continuar administrando los asuntos de la diócesis.
La Asociación Patriótica Católica China fue creada con el apoyo de la Oficina de Asuntos Religiosos de la República Popular de China en 1957, con el objetivo de controlar las actividades de los católicos en China. Su nombre público es Iglesia católica china y es referida como la "Iglesia oficial" en contraposición a la "Iglesia subterránea" o "Iglesia clandestina" leal a la Santa Sede.
En el período de 1966 a 1976 la Revolución Cultural se ensañó especialmente contra la religión, destruyéndose numerosas iglesias y cesaron todas las actividades religiosas en la diócesis. A principios de la década de 1980 la diócesis reanudó sus operaciones.
La Asociación Patriótica Católica China renombró a la arquidiócesis como diócesis de Fengtian en fecha no precisada, luego, en septiembre de 1981 la fusionó en su nueva diócesis de Liaoning, junto con las diócesis de Fushun, Yingkou y la diócesis oficial de Jinzhou (parte de la diócesis de Rehe), sin asentimiento de la Santa Sede.
El 22 de septiembre de 2018 se firmó en Pekín el Acuerdo provisional entre la Santa Sede y la República Popular de China sobre el nombramiento de los obispos. El 22 de octubre de 2020 el acuerdo fue prorrogado por otros dos años y en octubre de 2022 por otros dos años más.
Debido a la situación particular de la Iglesia católica en China, la Santa Sede no nombra obispos para las diócesis chinas, que son sedes oficialmente vacantes incluso en presencia de obispos reconocidos por Roma.

## Episcopologio
- André-Jean Vérineux, M.E.P. † (14 de julio de 1949-10 de enero de 1983 falleció)
  - Sede vacante